# Linda Nochlin
Linda Nochlin, født Weinberg (født 30. januar 1931 i Brooklyn i New York City, død 29. oktober 2017) var en amerikansk professor i kunsthistorie. Hun regnes som en ledende feministisk kunsthistoriker, og hendes essay Why Have There Been No Great Women Artists? fra 1971 regnes som et vendepunkt i kunsthistoriefaget. Nochlins argumenter var de sociale forventninger, der var knyttet til kvinders arbejdsudøvelse, begrænsninger knyttet til kvinders adgang til akademistudier, og generelle romantiske kunstnermyter.

## Uddannelse og karriere
Linda Weinberg kom fra en velstående jødisk familie i Brooklyn. Hun studerede på kvindekolleget Vassar, hvorfra hun fik en bachelorgrad i filosofi med støttefagene oldgræsk og kunsthistorie. Hun fortsatte studierne ved Columbia University i New York, hvor hun fik en mastersgrad i 1952 i engelsk litteraturhistorie fra det 17. århundrede. Derefter var hun docent ved Vassar College. Fra 1958 til 1959 var hun i Paris på et Fulbright-stipendium. I 1963 ved Institute of Fine Arts (IFA) ved New York University fik hun sit doktorgrad i kunsthistorie med sit arbejde om Gustave Courbet. I 1969 fik hun en datter, og holdt sin første forelæsning over temaet Women and Art ved Vassar College.
Ud over feministisk kunsthistorie er hun kendt for studier af realisme, især Gustave Courbet. Hun arbejdede ved Yale University, City University of New York, Vassar College og sidst ved Institute of Fine Arts. Nochlin var med-kurator for flere kunstudstillinger, blandt andet «Women Artists: 1550–1950» på Los Angeles County Museum of Art i 1976 og «Global Feminisms» på Brooklyn Museum of Art i 2007.
Essaysamlingen Self and History: A Tribute to Linda Nochlin blev udgivet i 2000, med bidrag fra flere forfattere om tema fra hendes karriere.